# 小行星8806
小行星8806（8806 Fetisov）是一颗绕太阳运转的小行星，为主小行星带小行星。该小行星于1981年10月22日发现。

## 轨道参数
小行星8806的轨道半长轴为2.8065125 UA，离心率为0.133。